# Santa Isabel (kommun i Brasilien, São Paulo, lat -23,29, long -46,24)
Santa Isabel är en kommun i Brasilien.   Den ligger i delstaten São Paulo, i den sydöstra delen av landet, 900 km söder om huvudstaden Brasília. Antalet invånare är 50 464. Arean är 363 kvadratkilometer.
Terrängen i Santa Isabel är kuperad norrut, men söderut är den platt.
Följande samhällen finns i Santa Isabel:
- Santa Isabel

Omgivningarna runt Santa Isabel är en mosaik av jordbruksmark och naturlig växtlighet. Runt Santa Isabel är det ganska tätbefolkat, med 185 invånare per kvadratkilometer.